# Повітряні сили Таїланду
Королівські повітряні сили Таїланду (КПСТ) (тай. กองทัพอากาศไทย; Kong Thap Akat Thai) це військово-повітряні сили Королівства Таїланд. З моменту свого заснування в 1913 році як одних з перших військово-повітряних сил Азії, Королівські ВПС Таїланду брали участь у численних великих і малих конфліктах. Під час В'єтнамська війна, КВПСТ були забезпечені допоміжним обладнанням від ВПС США.

## Історія
У січні 1911 року французький пілот провів демонстраційний політ над Бангкок, який справив велике враження на принца Чакрабонгсе Бхуванатха, брата короля Ваджіравудха, і той навіть прийняв запрошення на політ. Чакрабонгсе відправив до Франції трьох армійських офіцерів, які розпочали льотну підготовку у Велізі-Віллакублей у липні 1912 року. Через рік офіцери стали кваліфікованими авіаторами. Наприкінці 1913 року троє нових авіаторів повернулися додому, домовившись про купівлю чотирьох монопланів Nieuport та біплана Bréguet. Авіаційна секція провела демонстрацію в січні 1914 року, заручившись підтримкою короля, була створена постійна авіаційна група, а авіабаза в районі Дон Муанг була передана під контроль армії, як Королівська авіаційна служба.
У 1930-х роках Королівська авіаційна служба почала замінювати французькі літаки на американські, закупивши понад 95 літаків, включаючи Boeing P-12E, Curtiss Hawks та Vought Corsairs. У квітні 1937 року військово-повітряні сили були офіційно відокремлені у власну гілку, Королівські сіамські військово-повітряні сили, і було створено п'ять оперативних крил. У 1939 році, коли Сіам став Таїландом, служба була перейменована в Королівські повітряні сили Таїланду Наприкінці 1940 року RTAF знову брали участь у бойових діях, цього разу у Франко-тайська війна, прикордонному конфлікті проти Французький Індокитай. RTAF діяла в дельті Меконгу, атакуючи наземні війська і канонерські човни та захищаючись від французьких бомбардувань, доки в січні 1941 року не було досягнуто домовленості про припинення вогню. Пізніше того ж року, 7 грудня, Таїланд був захоплений Японією. RTAF взяли активну участь в опорі. Бойові крила 1 і 5 вступили в бій зі значно більш досконалими японськими літаками над східним кордоном Таїланду, але зазнали великих втрат, в тому числі майже 30 відсотків особового складу крила 5, перш ніж перемир'я набуло чинності наступного дня..

## Структура
Повітряними силами командує Командувач Королівських ВПС Таїланду (ผู้บัญชาการทหารอากาศไทย). Штаб-квартира Королівських ВПС Таїланду розташована на авіабазі Дон Муанг, Бангкок, Таїланд.
КВПСТ складаються зі штабу та п'яти груп: командування, бойової, підтримки, освіти та підготовки та спеціальних служб..

### Штаб-група
- Адміністративний центр управління літаками Королівських авіаліній
- Адміністративний центр вертолітної авіації Королівських ВПС
- Центр повітряних бойових дій
- Управління розвитку державного сектору, КВПСТ
- Управління інтелектуального розвитку, КВПСТ

### Командна група
- Секретаріат КВПСТ
- Дирекція адміністративної служби
- Управління персоналу
- Управління розвідки
- Управління операцій
- Управління логістики
- Управління з цивільних питань
- Управління інформаційно-комунікаційних технологій
- Офіс контролера КВПСТ
- Фінансова дирекція
- Управління генерального інспектора
- Управління внутрішнього аудиту КВПСТ
- Управління безпеки КВПСТ
- Офіс суддівського адвоката КВПСТ

### Бойова група

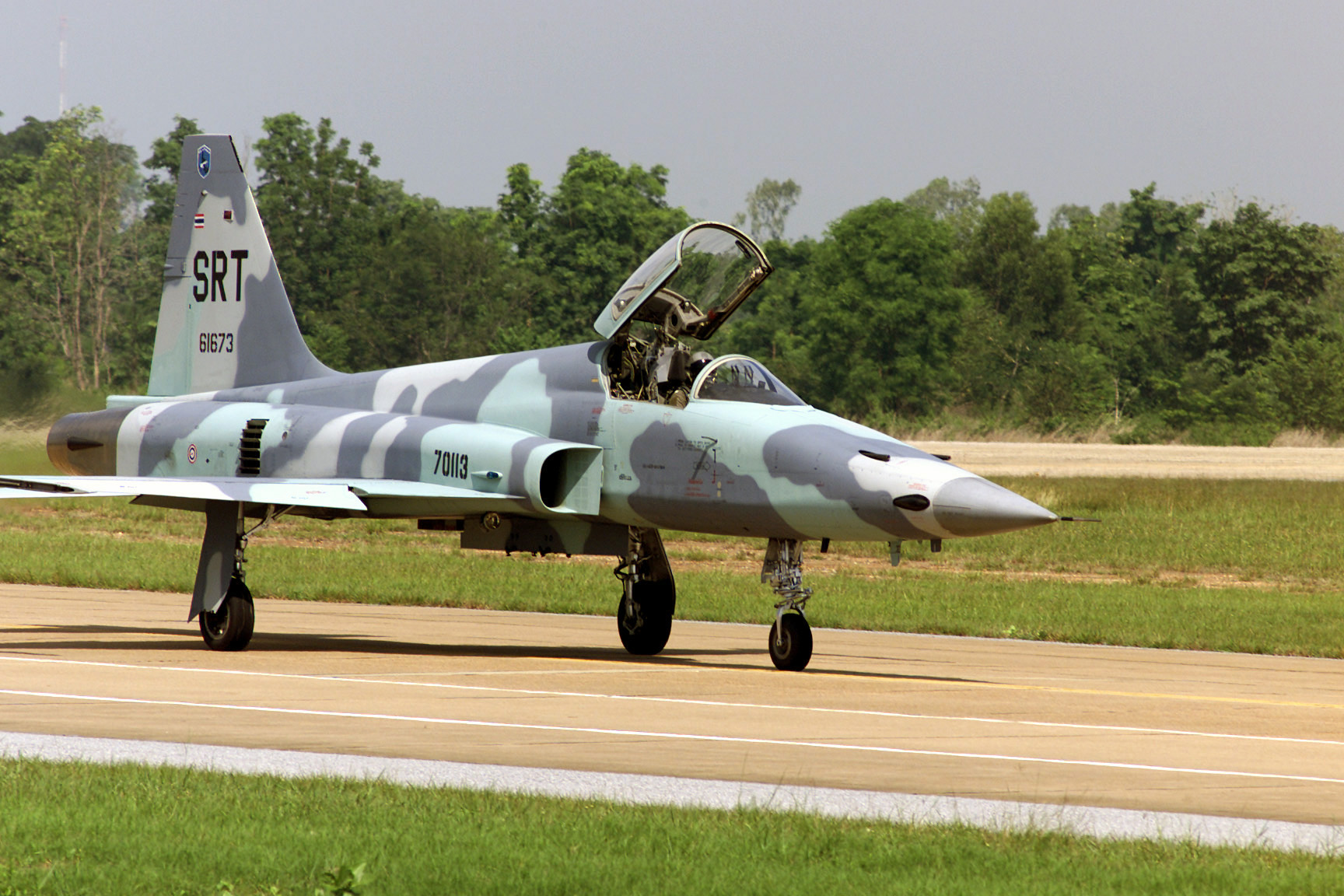
An F-5E with the 904 Aggressor Squadron

Бойова група Королівських ВПС Таїланду розділена на 11 крил, навчальну школу та кілька підрозділів прямого підпорядкування.

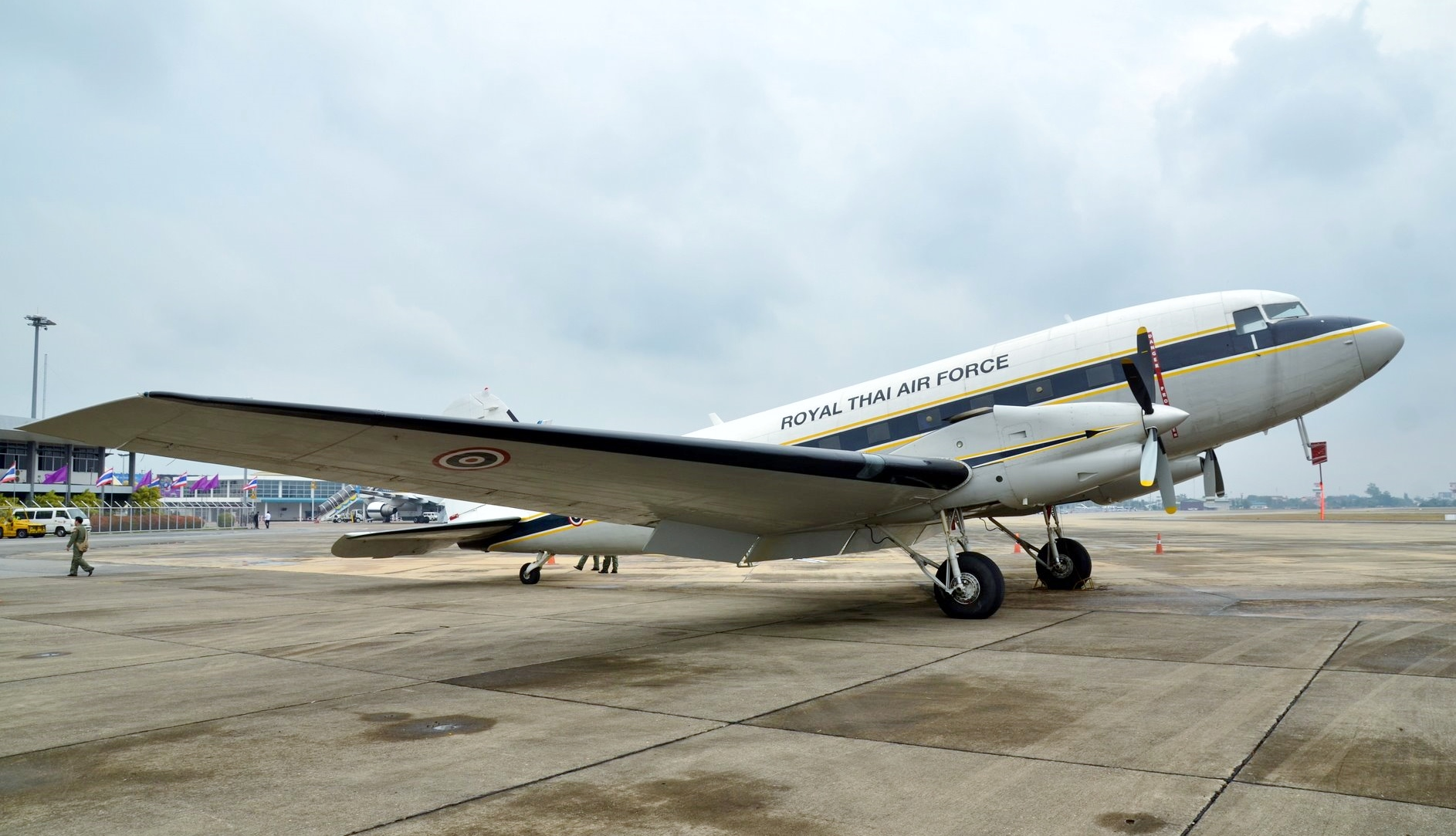
A Basler BT-67 cargo airlifter

| Крило                                                  | Роль                             | Провінція           | База                | Примітки                                                                                          |
| Дирекція управління повітряними операціями             |                                  |                     |                     |                                                                                                   |
| Командування Сил безпеки                               |                                  |                     |                     |                                                                                                   |
| Центр космічних операцій                               |                                  |                     |                     |                                                                                                   |
| Королівська академія військово-повітряних сил Таїланду | Навчання                         |                     |                     |                                                                                                   |
| Школа льотної підготовки                               | Навчання                         | Nakhon Pathom       | Kamphang Saen       | Складається з 1-ї, 2-ї та 3-ї льотних навчальних ескадрилій                                       |
| Крило 1                                                | Перехоплювач/винищувач           | Nakhon Ratchasima   | Korat               |                                                                                                   |
| Крило 2                                                | Вертолітний транспорт/ПРР        | Lopburi             | Khok Kathiam        |                                                                                                   |
| Крило 3                                                | Безпілотний літальний апарат     | Sa Kaeo             | Watthana Nakhon     |                                                                                                   |
| Крило 4                                                | Легка атака/перехоплювач         | Nakhon Sawan        | Takhli              |                                                                                                   |
| Крило 5                                                | Транспортування/спеціальна місія | Prachuap Khiri Khan | Prachuap Khiri Khan |                                                                                                   |
| Крило 6                                                | Небойовий багатофункціональний   | Bangkok             | Don Muang           | Забезпечує транспорт, картографію, зв'язок, геодезію                                              |
| Крило 7                                                | Перехоплювач/винищувач           | Surat Thani         | Surat Thani         | Прізвиська «Люта андаманська акула» та «Будинок Гріпена» оскільки вони літають на літаках Gripen. |
| Крило 21                                               | Перехоплювач                     | Ubon Ratchathani    | Ubon Ratchathani    |                                                                                                   |
| Крило 23                                               | Атака                            | Udon Thani          | Udon                |                                                                                                   |
| Крило 41                                               | Легка атака                      | Chiang Mai          | Chiang Mai          |                                                                                                   |
| Крило 46                                               | Транспортування/зрошення         | Phitsanulok         | Phitsanulok         |                                                                                                   |
| Крило 56                                               | Передова оперативна база         | Songkhla            | Hat Yai             |                                                                                                   |

#### Squadrons
Наступні ескадрильї наразі є активними у складі Королівських ВПС Таїланду.
| Ескадрилья                        | Обладнання                     | Крило                  | База КВПСТ          | Примітки                                                                  |
| 101 Винищувальна ескадрилья       | -                              | Wing 1                 | Korat               |                                                                           |
| 102 Fighter Squadron              | F16A/B Block 15 ADF            | Wing 1                 | Korat               |                                                                           |
| 103 Fighter Squadron              | F-16A/B Block 15 OCU           | Wing 1                 | Korat               |                                                                           |
| 201 Helicopter Squadron           | S-70i, S-92                    | Wing 2                 | Khok Ka Thiam       | Former Royal Guard                                                        |
| 202 Helicopter Squadron           | Bell 412/SP/HP/EP              | Wing 2                 | Khok Ka Thiam       |                                                                           |
| 203 Helicopter Squadron           | EC 725                         | Wing 2                 | Khok Ka Thiam       | SAR detachments at many locations. UH-1H replaced by EC 725               |
| 301 UAV Squadron                  | Aerostar BP, RTAF U-1          | Wing 3                 | Watthana Nakhon     |                                                                           |
| 302 UAV Squadron                  | Aerostar BP, RTAF U-1          | Wing 3                 | Watthana Nakhon     |                                                                           |
| 303 UAV Squadron                  | Aerostar BP, RTAF U-1          | Wing 3                 | Watthana Nakhon     |                                                                           |
| 401 Light Attack Squadron         | T-50TH                         | Wing 4                 | Takhli              |                                                                           |
| 402 Elint Reconnaissance Squadron | P.180 Avanti                   | Wing 4                 | Takhli              |                                                                           |
| 403 Fighter Squadron              | F-16AM/BM Block 20 MLU         | Wing 4                 | Takhli              |                                                                           |
| 501 Light Attack Squadron         | Fairchild AU-23                | Wing 5                 | Prachuap Khiri Khan |                                                                           |
| 601 Transport Squadron            | C-130H/H-30                    | Wing 6                 | Don Muang           |                                                                           |
| 602 Royal Flight Squadron         | A319CJ, A320CJ, A340-500       | Wing 6                 | Don Muang           | Former Royal Guard                                                        |
| 603 Transport Squadron            | ATR72-600, SSJ100-95LR         | Wing 6                 | Don Muang           |                                                                           |
| 604 Civil Pilot Training Squadron | PAC CT-4A, T-41D, Diamond DA42 | Wing 6                 | Don Muang           |                                                                           |
| Dechochai 3 Flight Unit           | B737-400, B737-800             | Wing 6                 | Don Muang           | Royal Flight Unit                                                         |
| 701 Fighter Squadron              | JAS-39 C/D                     | Wing 7                 | Surat Thani         | Total 12 Gripens delivered (4 Gripen D and 8 Gripen C), replacing F-5E/F. |
| 702 Air Control Squadron          | Saab 340, S-100B Argus         | Wing 7                 | Surat Thani         | Saab 340 70201 and S-100B Argus AEW 70202                                 |
| 211 Fighter Squadron              | F-5TH Super Tigris             | Wing 21                | Ubon                |                                                                           |
| 231 Attack Squadron               | Alpha Jet A                    | Wing 23                | Udorn               |                                                                           |
| 411 Fighter Squadron              |                                | Wing 41                | Chiang Mai          | To be replaced by AT-6TH                                                  |
| 461 Transport Squadron            | Basler BT-67                   | Wing 46                | Phitsanulok         | Also conducts rainmaking flights.                                         |
| 561 Fighter Squadron              | -                              | Wing 56                | Hat Yai             | Forward operating base for 701 Fighter Sqn.                               |
| 904 Aggressor Squadron            | F-5E                           | -                      | Don Muang           | Former unit of King Vajiralongkorn Mahidol.                               |
| 1 Flying Training Squadron        | PAC CT/4E                      | Flying Training School | Kamphang Saen       | Primary flight training.                                                  |
| 2 Flying Training Squadron        | Pilatus PC-9M                  | Flying Training School | Kamphang Saen       | Basic flight training.                                                    |
| 3 Flying Training Squadron        | Eurocopter EC135T3H            | Flying Training School | Kamphang Saen       | Helicopter training.                                                      |